# مقروض

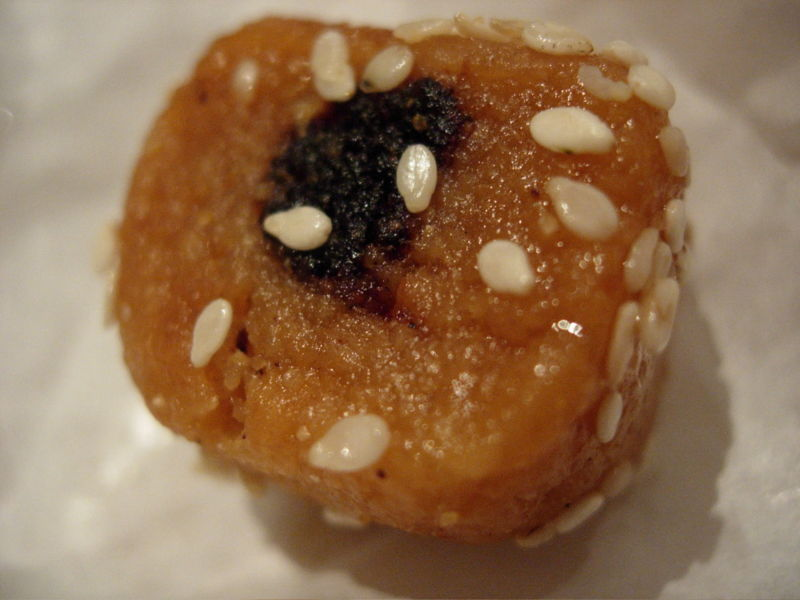
حلوى مقروط

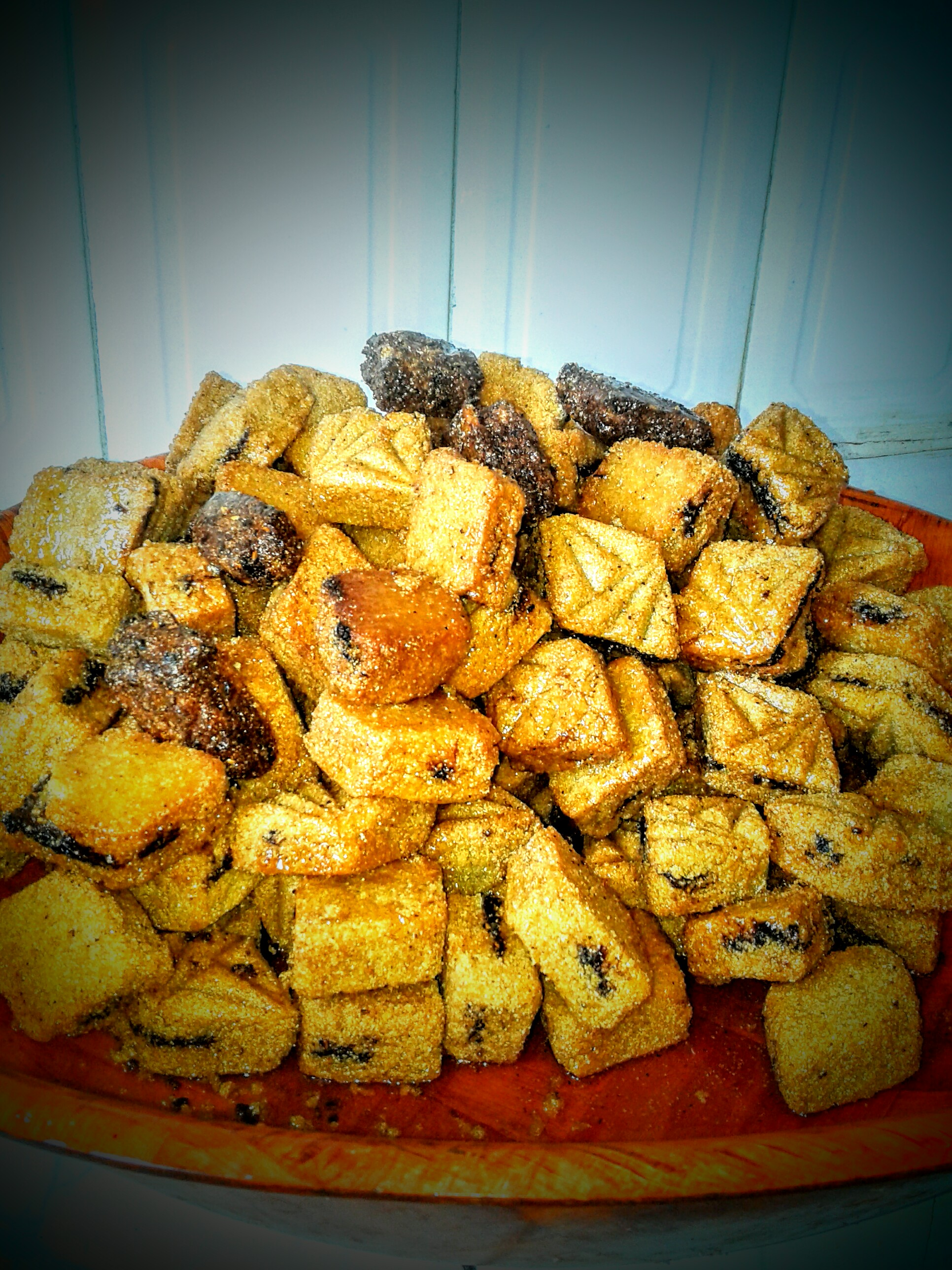
مقروض جزائري تقليدي

مقروض أو مقروط أو كعك التمر أو كعك بالتمر هي حلوى مغاربية منتشرة في المغرب العربي ودول شمال أفريقيا ودول أخرى مثل مالطا حيث تعرف بمسميات أخرى كالمقروط أو المقرود. وهي نوع من الحلويات المعجنة المصنوعة من السميد المحشو بالتمر وخاصة الفطيمي أو العليق، وقد تضاف إلى ذلك بعض الفواكه الجافة المرحية مثل اللوز والسمسم أو الجلجلان.
يقدم المقروض في كل فصول السنة وخصوصا في الأعياد والأعراس والمناسبات. نشأت في السنوات القليلة الماضية أنواع عديدة من المقروض ناهزت اعدادها قرابة 20 نوعا مختلفا حسب الذوق والمنطقة، منها ما اختلف في الأحجام كالصغير ومنها ما اختلف في المواد المستعملة كاستعمال الفرينة بدل السميد ومنها ما اختلف حشوها كاللوز بدل التمر أو اختلاف في طريقة الطهو كالتحمير بدل القلي في الزيت.

## أصل التسمية
وجاءت تسمية المقروض من جذر "ق ر ض"، لأن المقروض يتم قرضه قرضاً، لكن في بعض البلدان ، حرفت كلمة مقروض المشتقة من اللغة العربية إلى مقروط أو مقرود. يقول ابن الوزان القيرواني أن أبو جعفر المعروف بابو لبابة هو من عرفهم بالمقروض و علمهم طريقة تناوله لأن أهل تونس لديهم طريقة خاصة في أكل المقروض ولا يجب أن يؤكل لقمة واحدة بل يقرض قرضا.

## التاريخ
توجد عدة فرضيات حول أصل هذه الأكلة المغاربية.
- إحدى الفرضيات ترجع الأصل إلى مدينة القيروان في تونس الحالية.[12] حيث انتشر المقروض الملقب ب«حلويات الأغالبة» تقريبا في مجال توسع الدولة الاغلبية. تعود صناعته في القيروان الى عدة قرون. لكن لا يوجد تاريخ محدد فالبعض يعتقد أنها تعود الى ما يزيد عن 13 قرنا.[13]

تحدث المؤرخ الرقيق القيرواني عن السنة الجدباء التي أصابت سكان افريقية في ذلك الوقت أي في القرن الحادي عشر وما كان على السكان إلا أن يواجهوا القحط باستعمال المواد الموجودة والمتوفرة في تلك الفترة مثل السميد والتمور والزيت.
كما وصف ابن ابي دينار المقروض في القرن السابع عشر على أنه أحد أنواع الحلويات التي لا تغيب عن المائدة التونسية في المناسبات خاصة رمضان و في غير المناسبات كذلك.
- وفرضية أخرى ترجع الأصل إلى واحات وادي ميزاب والهضاب السطايفية في الجزائر.[16]

## طريقة التحضير
يتكون المقروض من سميد رقيق أو الفارينة. يخلط بزيت يفضل أن يكون زيت الزيتون ويكون ساخنا ويضاف إليهما السكر و الورد ويضاف إلى هذه المكونات القرفة المسحوقة وماء العطرشية والكركم لتغيير اللون بالإضافة لعجين التمر.
بعد أن يعجن السميد بالزيت جيدا يضاف إليه سائر المكونات الى حين أن تصبح العجينة طرية تشكل إلى مستطيلات طويلة منها تطرح على المصطبة ولا يتجاوز حينها سمك العجين حدود السنتيمتر الواحد. ويوضع التمر في الوسط في شكل حشو متوسط السمك ثم تطوى العجينة حول الحشو ويوضع فوقها قالب خشبي خاص بصناعة المقروض عليه نقوش مميزة مستلهمة من زخارف منبر جامع عقبة ابن نافع في القيروان . يعود تاريخ هذا القالب لأكثر من 3 قرون .بعد ذلك يتم بواسطة سكين إزالة ما يتجاوز خط القالب ثم يقطع المستقيم بخفة ودقة إلى قطع على شكل متوازي الأضلاع.بعدها توضع القطع في قدر زيت في درجة الغليان، وحين يتغير لونها ويميل بين الأصفر والبني ترفع من الزيت وتوضع مباشرة في إناء به عسل أو قطر مصنوع من السكر والليمون يسمى «الشحور»، ويترك فيه فترة طويلة حتى يتشبع من ذلك العسل (نحو ساعة). 

## قالب المقروض
يكون الطابع عادة مصنوعا من شجرة التوت . القوالب في نقوشها مختلفة عن بعضها خاصة وأنه يتم نحت تلك النقوش يدويا . يقول حسين قهواجي أن هذا النوع من الحلويات عرف تطورات كثيرة خلال العقود الماضية، ولكن أهم نقلة عرفها كانت مع نفوذ الدولة العثمانية، فقد اكتسب بعدا صناعيا جديدا واختص بأدوات وماعون نحاسي وصار له قالب منقوش نماذجه مستلهمة من زخارف المنبر وأشكاله الهندسية المدهشة.أما المعين الذي يشكل القطعة فهو مأخوذ من مربعات الجليز ذي البريق المعدني بواجهة محراب جامع عقبة في المدينة القيروانية العتيقة.
كان الشخص الذي يصنعهم يتنقل من مكان الى اخر حاملا قفة من السعف فيها أدواته وينقش على عين المكان وحسب الطلب . ومع مرور الزمن تغير حجم القالب الذي كان منذ 3 قرون ذي حجم كبير لذا كانت حبة المقروض كبيرة أربعة أضعاف حجم القطعة الان . بالرغم من ان القالب مازال يستعمل الى اليوم الا ان الناس يفضلون الصغير لسهولة استعماله. قام بعض الحرفيين القيروانيين خلال المهرجان بصنع مقروضة طولها متران و 10 سنتمترات ووزنها 130 كغ .

## الاستهلاك
البلدان التي يتواجد بها المقروض ويستهلك فيها بكميات كبيرة هي تونس والجزائر.[بحاجة لمصدر] ومع ذلك، فالبلدان المجاورة تستهلكه أيضا: يتواجد المقروض بغرب ليبيا، وفي مالطا حيث أدخلته الدولة الأغلبية، والمغرب، وخاصة في مدينتي وجدة وتطوان. كما أصبح أحد مكونات المطبخ التقليدي الشائع في البلدان التي يعيش فيها عدد كبير من السكان الجزائريين أو التونسيين، خاصة في فرنسا.

## عادة تناول المقروض
للمقروض طريقة فريدة في ترصيفه وفي أكله تعد عادة متوارثة منذ القدم ومازالت تطبق الى ا لان في كثير من البيوت القيروانية وهي طريقة تختلف عن باقي أنواع الحلويات حيث يجب على المرأة رصفه في قصاع من النحاس أو أطباق فضية على شكل أهرامات .يجب امساك القطعة بالابهام والسبابة ثم قضمها ومضغها جيدا وعلى مهل قبل ابتلاعها . مع قدوم العثمانيين أصبح المقروض يقدم مع القهوة .

## الأسماء المختلفة
- تونس: مقروض
- المغرب: مقروط
- الجزائر:

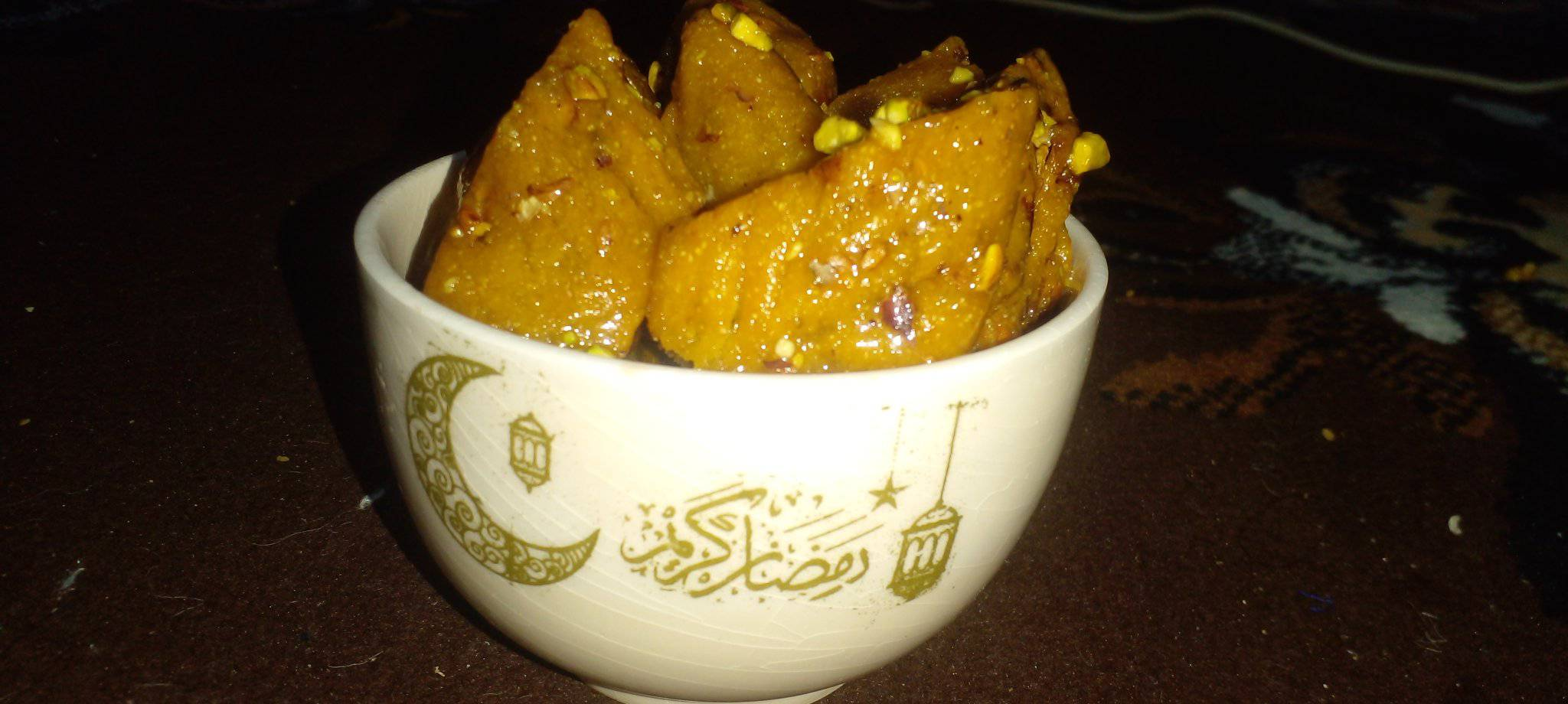
مقروض البقلاوة التونسي

  - منطقة القبائل، الجزائر العاصمة والقطاع الوهراني: مقروط
  - تلمسان: مقيرط و مقروط
  - سطيف: مقروط
  - المنطقة القسنطينية: مقروض أو مڨروض
- ليبيا: مڨروض
- مالطا: امكرت أو ماكروت

## الأنواع الغير متداولة
ومن بين الأنواع الموجودة والتي لم تكن متداولة إلا في القرن 15 استعمال أهل تونس الاغنياء الزبيب كنوع من الحشو عوضا عن التمر وهذا ما بينه المستشرق روبرت في كتابه حيث يعتبر أن هذا النوع من المقروض حتى وإن كان موجودا في تلك الفترة الا أنه لم يذكر في الوصفات المعتمدة.
ودعم كلامه من خلال كتابه الثاني حيث تحدث فيه عن رحالة يدعى أدورن الذي زار تونس و من خلال مذكراته ذكر أن هناك نوع اخر بالإضافة الى النوع المعتاد المصنوع من التمر والسميد والعسل فانه تذوق نوعا نادرا من المقروض كانت حشوته تعتمد على الزبيب بالأساس.
كان المقروض في فترة مابين القرن 18 و 20 يحشى بالتين المجفف ونظرا لغلاء سعره عاد التونسيون الى حشوه بالتمر.

## معرض صور

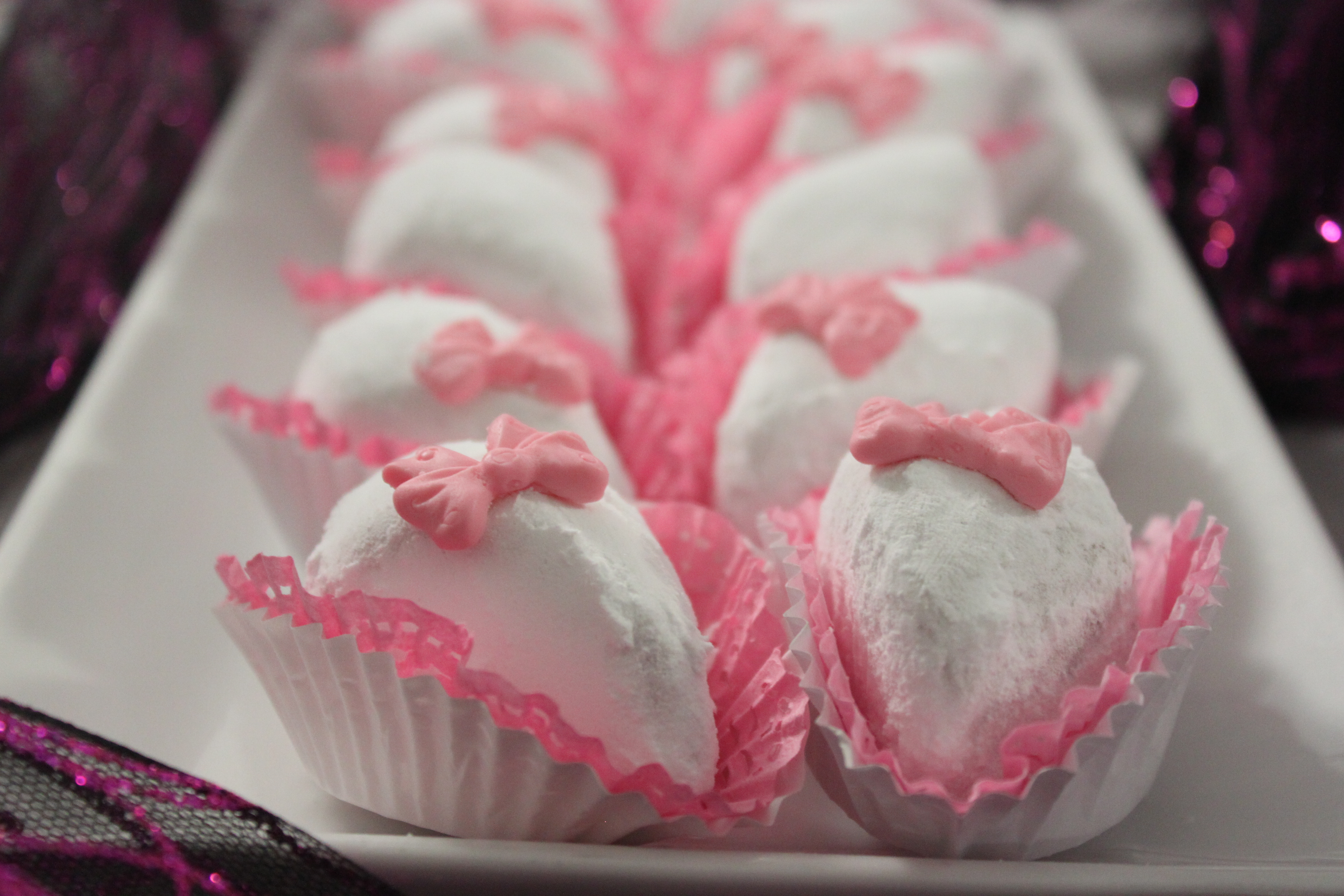
مقروط اللوز، البديل من الجزائر العاصمة.
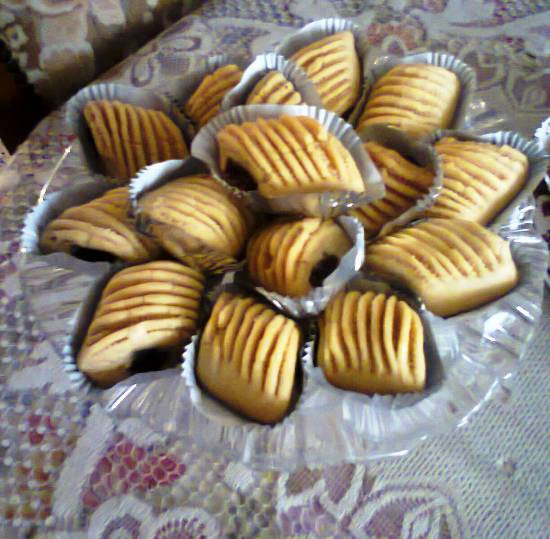
مقروط دجيج، نوع من سوق أهراس.
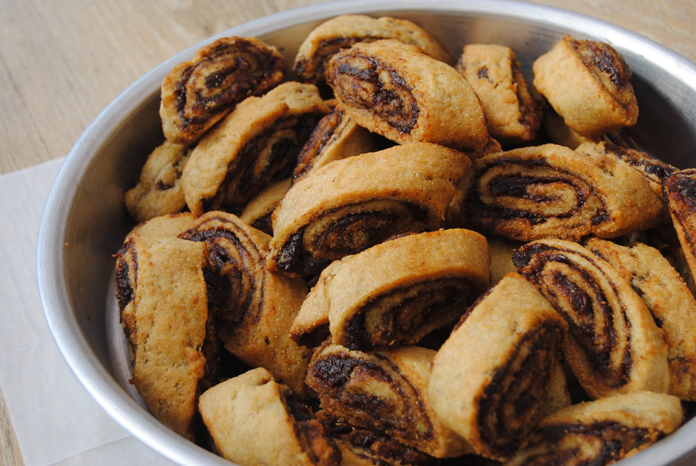
مقروض بحشوة حلزونية الشكل (ملفوف بالتمر).
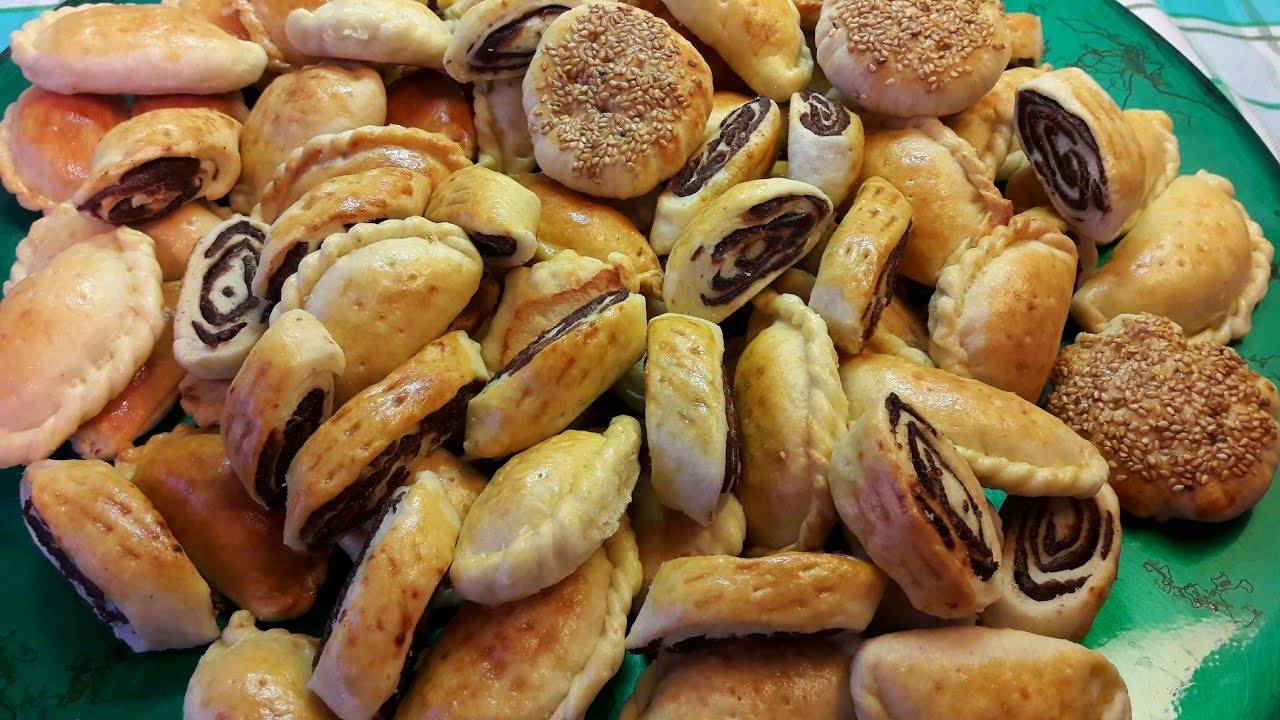
اشكال مختلفة من المقروض مع الكليجا.
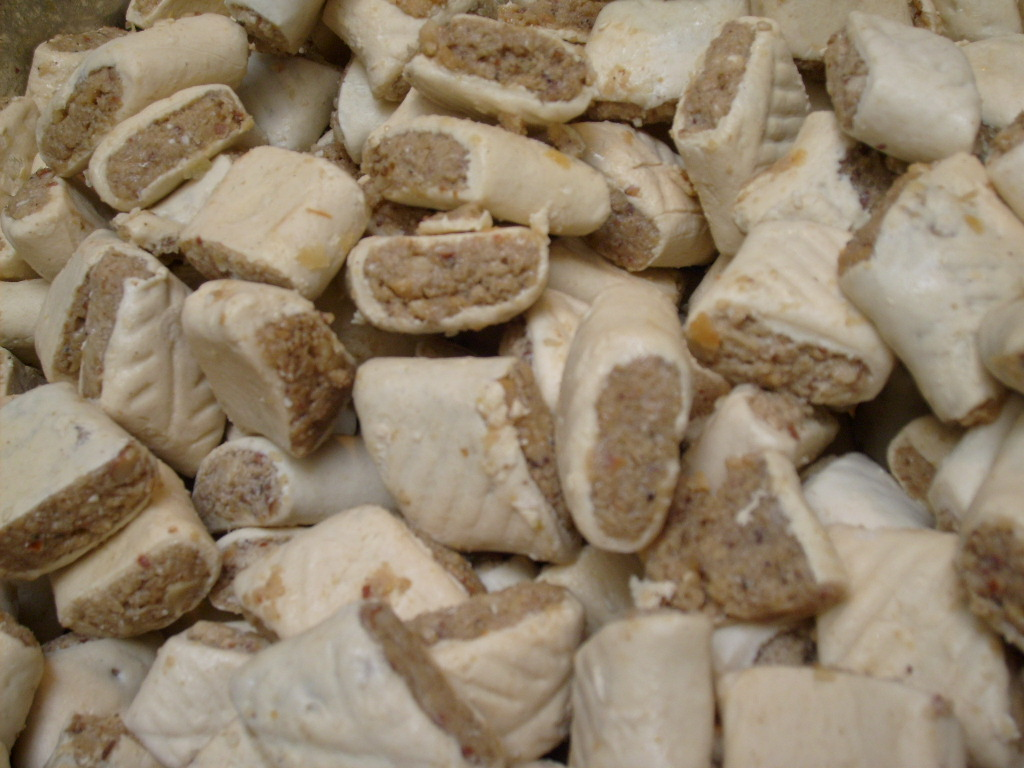
مقروض ابيض
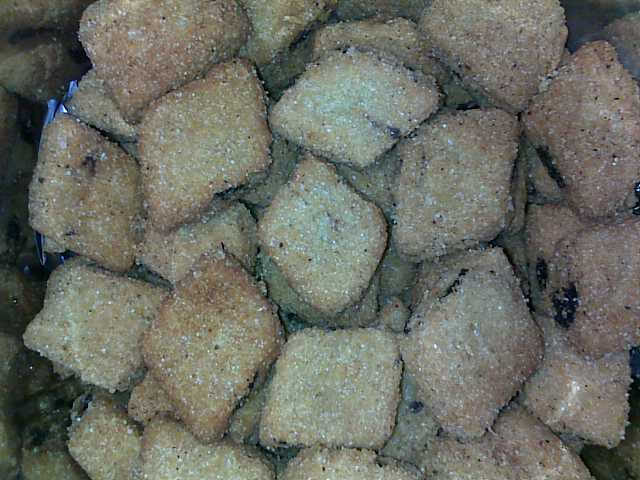
مقروض جزائري نوع عادي شائع
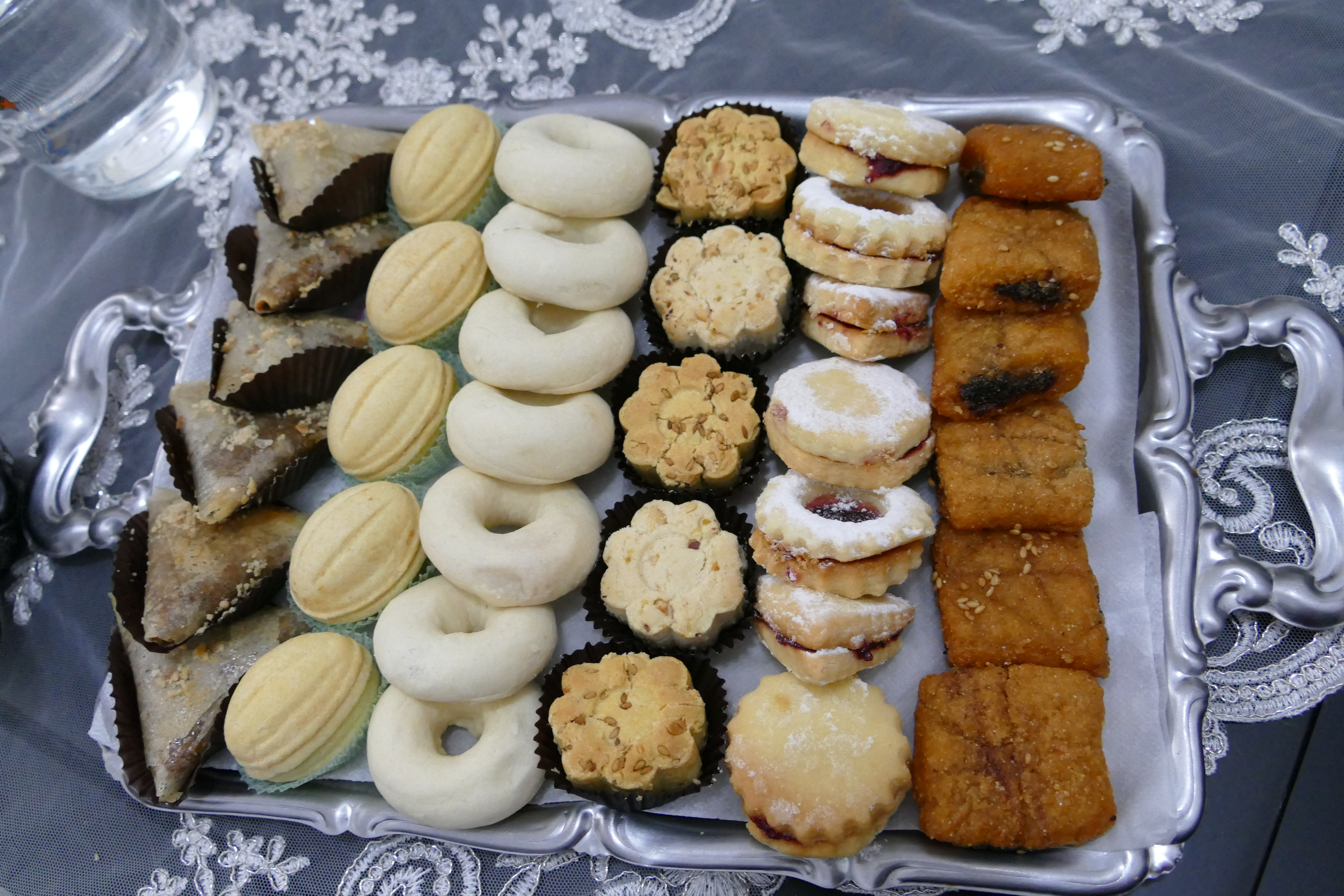
حلويات تونسية متنوعة مع اشكال مقروض مختلفة